# 联合国安全理事会第1652号决议
联合国安理会1652号决议是2006年1月24日在联合国安全理事会第5354次会议通过的。这个决议是关于科特迪瓦局势的。会议由坦桑尼亚代表主持，安理会的15个国家全部投了赞成票。
决议表示了对科特迪瓦局势的严重关切，并决定将联合国科特迪瓦行动及支援其的法国军队的任务期限延长到2006年12月15日。

## 相关决议
- 联合国安理会1633号决议